# Obstacle course racing

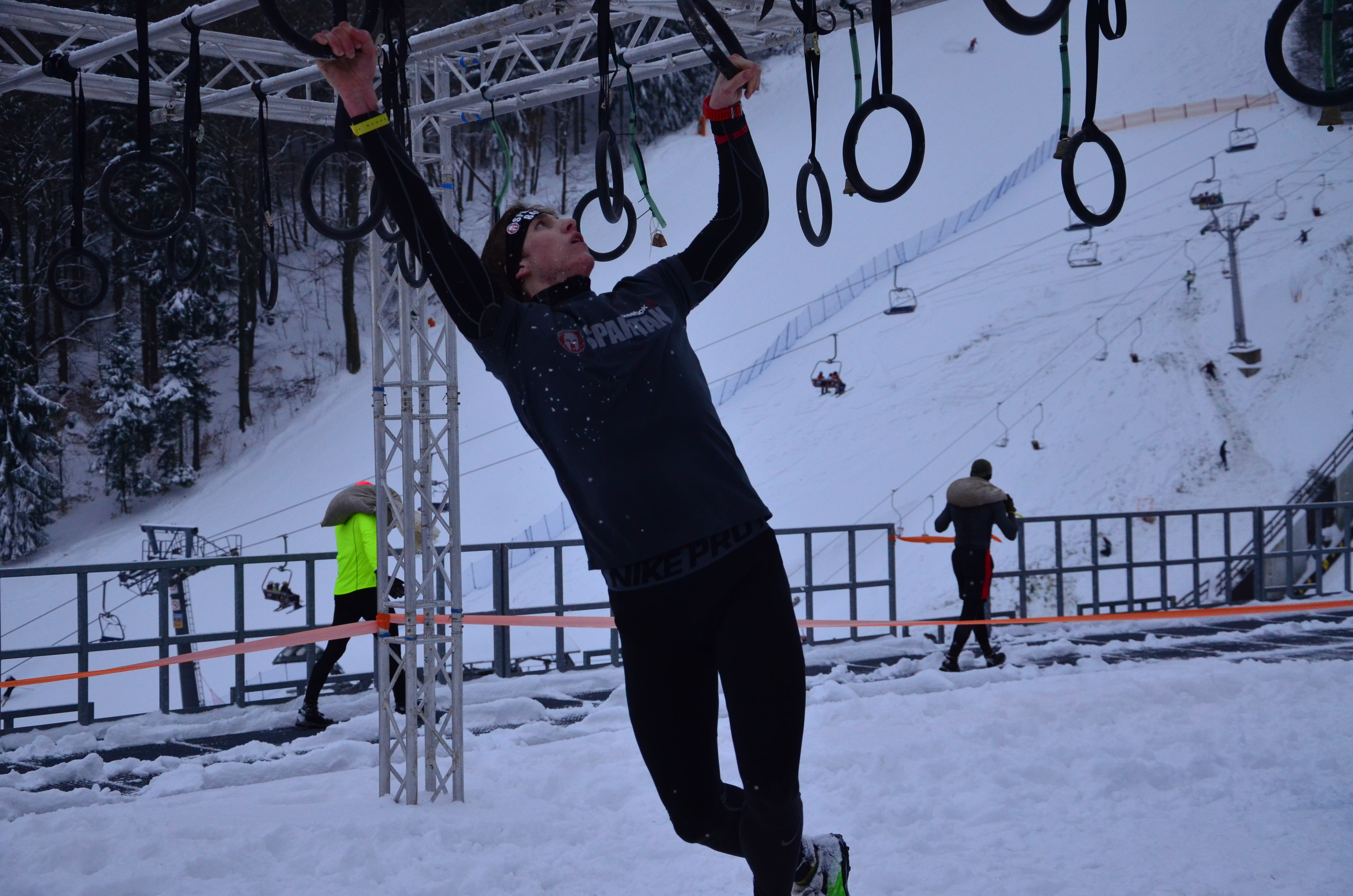
Spartan Race

Obstacle Course Racing (OCR) je extrémní překážkový závod zaměřený na všestranné fyzické dovednosti. Jedná se zpravidla o terénní běh o délce od přibližně 4 kilomerů výše, doplněný o nejrůznější překážky. Ty mohou být jakpřírodní (potok, rybník, bahno, strmý kopec), tak umělé. Na OCR závodech se lze setkat například s překážkami, jako je například ručkování, plazení pod ostnatým drátem, nošení břemen apod.

## Historie
Ač je OCR jako takové poměrně nový sport, první podobné závody probíhaly již v antice, kdy byly součástí původních Olympijských her. Za první novodobý OCR závod lze poté považovat závod Tough Guy, který vznikl v roce 1987. Skutečný rozmach OCR však nastal až v roce 2010 se vznikem závodů Spartan Race a Tough Mudder. V České republice se první závod Spartan Race konal v roce 2013. V roce 2014 pak vzniká český OCR závod Gladiator Race a Army Run. OCR zastupuje Česká asociace překážkových sportů (ČAPS). ČAPS byla založena aktivními OCR závodníky z rostoucí potřeby poskytnout rozšiřující se komunitě tohoto mladého a progresivního sportu zázemí a opěrný bod, na který se mohou obrátit v jakékoliv záležitosti týkající se překážkových závodů. ČAPS funguje primárně jako prostředník komunikace mezi nadnárodními OCR federacemi (FISO – Fédération Internationale de Sports d’Obstacles, EOSF – The European obstacle sports Federation) a českými závodníky, které reprezentuje.

## OCR závody pořádané v ČR

### Spartan Race
Závod Spartan Race vznikl v roce 2010 v USA a záhy poté se rozšířil do celého USA. Tento závod stojí za rozmachem OCR závodů po celém světě. Po celém světě se koná více než 130 závodů o třech základních typech – Spartan Sprint (5+ km/20+ překážek), Spartan Super (13+ km, 25+ překážek) a Spartan Beast (20+ km, 30+ překážek). Součástí Spartan Race je také extrémní závod Hurricane Heat.

### Gladiator Race
Gladiator Race patří k nejrozšířenějším závodům v ČR. Závod je organizovaný společností Sportivisio a pořádá se od roku 2014. První závod byl Holicích a první dva roky se konal pouze jeden závod za rok, poté se jejich počet postupně navyšoval. V roce 2019 se uskutečnilo celkem 14 závodů.  Od roku 2021 nabízí organizátoři také OCR ligu (té předcházely závody Comeback v roce 2020) nebo běžecké závody Great Trails. Součástí Gladiator Race jsou také akce Gladius, což je extrémní fyzická výzva připomínající vojenský dril elitních jednotek a trvající od 6 do 24 hodin (pro rok 2023 je plánována akce o délce až 36 hodin). Cílem této výzvy je dostat účastníky na hranici jejich fyzických i psychických sil. Jedná se o obdobu Hurricane Heat od Spartnan Race. Zájemcům je k dispozici také Gladiator Race Arena v Hradci Králové, kde si závodníci mohou vyzkoušet většinu překážek. 

### Army Run
První závod Army Run proběhl v roce 2014 v Černé v Pošumaví. Závod byl připravován ve spolupráci s Armádou České republiky a obsahoval prvky reálného výcviku českých vojáků. V roce 2019 však došlo k odložení plánovaného závodu na pražském Vítkově a Army Run poté definitivně skončil. Poslední závod se tak konal v roce 2018 v Hluboké nad Vltavou.
Mezi další závody pořádané v ČR patří například Predator Race, Beton Race, Excalibur Race, Geroy apod. 